# Камери
Камери (итал. Cameri) је насеље у Италији у округу Новара, региону Пијемонт.
Према процени из 2011. у насељу је живело 10330 становника. Насеље се налази на надморској висини од 169 м.

## Становништво
| 1936. | 1951. | 1961. | 1971. | 1981. | 1991. | 2001. | 2011.  |
| ----- | ----- | ----- | ----- | ----- | ----- | ----- | ------ |
| 5.580 | 5.895 | 7.218 | 8.406 | 8.815 | 9.331 | 9.673 | 10.770 |